# Sabinianie
Sabinianie (lub Kasjanie) – rzymska szkoła prawnicza powstała na początku I w. n.e. i funkcjonująca w I i II w n.e.
Założycielem szkoły Sabinian był Gajusz Atejusz Capito, prawnik z czasów Augusta popierający jedynowładztwo (pryncypat). Jednak swą nazwę szkoła wzięła od następcy założyciela – Sabinusa. Poglądy szkoły określane są jako opozycyjne w stosunku do konkurencyjnej szkoły Prokulian o upodobaniach republikańskich. Wśród przedstawicieli szkoły Sabinian można wymienić: Gajusza Kasjusza Longinusa (od niego wzięła się alternatywna nazwa szkoły – Kasjanie), Lucjusza Jawolenusa Pryskusa oraz Julianusa Salwiusza.
Prace Sabinian zostały wykorzystane podczas kodyfikacji praw przez Justyniana w VI n.e.